# Johnny Dusbaba
Johnny Dusbaba (L'Aia, 14 marzo 1956) è un ex calciatore olandese, di ruolo difensore.

## Caratteristiche tecniche
Giocava normalmente in posizione di libero, ma poteva essere impiegato anche come mediano o come centrocampista di sinistra.

## Carriera

### Club
Dopo aver esordito neanche diciottenne in Eredivisie nel 1973 tra le file del ADO Den Haag, si trasferisce l'anno seguente all'Ajax. Arriva all'inizio di un periodo di ricostruzione dei Lancieri, che hanno appena terminato di uno dei loro cicli più vincenti, rimanendo comunque ad Amsterdam per tre stagioni e conquistando il titolo nel 1977.
Subito dopo si trasferisce in Belgio, precisamente nell'Anderlecht: coi bianco-malva vince la Coppa delle Coppe 1977-1978, la successiva Supercoppa UEFA e anche un titolo nel 1981; questo verrà bissato l'anno successivo, con addosso però la maglia dello Standard Liegi. Torna quindi nei natii Paesi Bassi per due stagioni, col NAC Breda; la squadra retrocede tuttavia al termine della prima di queste. Fa quindi ritorno in Belgio nel 1984, dopo aver firmato per il Sint-Niklase: anche in questo caso gioca solo il primo anno in massima divisione, ritirandosi infine nel 1986.

### Nazionale
Tra il 1977 e il 1978 gioca quattro gare valide per le qualificazioni al campionato del mondo 1978 e al campionato d'Europa 1980, senza però prendere parte a queste manifestazioni.

## Palmarès

### Club

#### Competizioni nazionali
- Campionato olandese: 1

Ajax: 1976-1977
- Campionato belga: 2

Anderlecht: 1980-1981
Standard Liegi: 1981-1982
- Supercoppa del Belgio: 1

Standard Liegi: 1981

#### Competizioni internazionali
- Coppa delle Coppe: 1

Anderlecht: 1977-1978
- Supercoppa UEFA: 1

Anderlecht: 1978